# Franz von Stengel (General, 1817)
Franz Xaver Leopold Freiherr von Stengel (* 27. August 1817 in Speyer; † 1. Oktober 1877 in Ingolstadt) war ein bayerischer Generalmajor.

## Leben

### Herkunft
Franz war das älteste von zehn Kindern des bayerischen Appellationsgerichtspräsidenten Carl Albert Leopold von Stengel (1784–1856) und dessen Ehefrau Julie, geborene von Meyer (1796–1883). Seine Schwester Philippine (* 1830) war mit dem bayerischen Justizminister Johann Nepomuk von Fäustle (1828–1887) verheiratet und sein jüngster Bruder Hermann (1837–1919) wurde Politiker sowie Staatssekretär im Reichsschatzamt.

### Militärkarriere
Nach dem Besuch des Gymnasiums trat Stengel am 1. Mai 1834 als Kadett in das 1. Artillerie-Regiment der Bayerischen Armee ein. Mit der Beförderung zum Unterleutnant erfolgte Ende April 1841 seine Versetzung in das 2. Artillerie-Regiment. Anfang Mai 1848 stieg Stengel zum Oberleutnant auf, war ab Oktober 1851 auf zwei Jahre zum Gieß- und Bohrhaus sowie anschließend zur Salpeter-Raffinerie und zur Pulvermühle kommandiert. Unter Belassung in seinem Kommando wurde er als Hauptmann I. Klasse Ende Juni 1854 in das 1. Artillerie-Regiment versetzt und trat zum 1. Oktober 1854 wieder in den Truppendienst zurück. 1861 war Stengel zum preußischen Artilleriedepot bzw. zur Artillerieprüfungskommission nach Berlin kommandiert, um die Übernahme neu einzuführender gezogener Geschütze zu gewährleisten. Er avancierte am 11. Januar 1865 zum Major und nahm im Jahr darauf während des Krieges gegen Preußen als Kommandeur der Reserveartillerie der 3. Division an den Kämpfen bei Rossdorf, Kissingen, Helmstadt und Roßbrunn teil. Für sein Wirken wurde ihm mit Armee-Befehl vom 20. September 1866 das Ritterkreuz I. Klasse des Militärverdienstordens verliehen.
Stengel wurde am 24. Mai 1868 Oberstleutnant und am 28. Dezember 1869 zum Artillerie-Direktor der Festung Germersheim ernannt. In dieser Stellung verblieb er während des Krieges gegen Frankreich und wurde nach dem Friedensschluss am 13. November 1871 in das 2. Artillerie-Regiment „Brodeßer“ versetzt. Vom 1. April 1872 bis zum 31. Dezember 1872 war er Kommandeur der reitenden Abteilung und übernahm anschließend unter Beförderung zum Oberst das neu errichtete 2. Fußartillerie-Regiment in Germersheim. In gleicher Eigenschaft folgte am 27. November 1876 seine Versetzung in das 1. Fußartillerie-Regiment „Bothmer“, bis er schließlich in Genehmigung seines Abschiedsgesuches unter Verleihung des Charakters als Generalmajor am 3. Juli 1877 mit Pension verabschiedet wurde.

### Familie
Stengel hatte sich am 22. November 1847 mit Josefine von Weinbach (* 1816) verheiratet. Die Ehe blieb kinderlos.